# Cuartel Centenario
El Cuartel Centenario es un cuartel situado en el barrio Cordón de Montevideo. Debe su nombre al haber sido inaugurado el 18 de julio de 1930, cuando se conmemoró el primer Centenario de la Jura de la Constitución de Uruguay.

## Historia
El 31 de mayo de 1922 se dirige un mensaje a la  Asamblea General en el cual se expresa el costo que insumirían las obras proyectadas para la construcción de un cuartel que sirviera de sede para el Cuerpo de Bomberos. Se opta por construir una parte de lo planeado, que fuera suficiente para las necesidades del momento.
Ante esto y con fecha de 18 de diciembre de 1924 el Presidente de la República, aprueba los planos de la construcción parcial del edificio.

Apruébese los planos proyectados por el coronel arquitecto Alfredo Campos para la ejecución parcial de las obras de construcción del Cuartel de Bomberos dentro de la suma de $ 300.000 (pesos) y autorizase la iniciación inmediata de las mismas. Las obras se ejecutarán por Administración y bajo vigilancia y dirección del coronel Campos, conforme a lo dispuesto en la Resolución del 3 de abril pasado.

Siete años pasaron entre el momento en que se puso la piedra fundamental y aquellos en que el edificio se transformaba en el celebrado orgullo del  Cordón, proporcionando un flamante entorno a la Plaza de los Treinta y Tres.
Durante la segunda etapa de su construcción, de acuerdo a planes originales el papel que realizaban los integrantes del Cuerpo de Bomberos era doble, por un lado trabajaban como albañiles y por el otro atendían rigurosamente los reclamos del Servicio.
Antiguamente en su lugar se encontraba el Cuartel de la plaza Artola, nombre dado anteriormente a la actual Plaza de los Treinta y Tres. El cuartel anterior se derrumbó luego de ser bombardeado, en el intento revolucionario para derrocar al presidente Lindolfo Cuestas, el 4 de julio de 1898.
Finalmente fue inaugurado el 18 de julio de 1930, coincidiendo con el aniversario del Centenario de la Jura de la Constitución, el edificio fue una obra del arquitecto  Alfredo Campos. Su entrada principal da a hacia la esquina de las calles Colonia y Minas, correspondiendo sus accesos a Colonia 1665 al 1691, tiene forma de fuerte y ocupa toda una manzana, delimitada por las calles Colonia, Mercedes, Minas y Magallanes. 
Desde su construcción, en el cuartel funciona la Dirección Nacional de Bomberos, el destacamento Centro y Cordón de Bomberos, y el Museo de la Dirección Nacional de Bomberos, dedicado a la historia del cuerpo. El 5 de julio de 2002, por gestión de la Comisión del Patrimonio Cultural de la Nación, el Presidente de la República lo declara Monumento Histórico Nacional.